# Liste der Seen im Kanton Freiburg
Die folgende Liste enthält benannte Seen und andere Stillgewässer im Kanton Freiburg.
| Bild | Name des Sees                    | Gemeinde(n) | Zufluss                               | Abfluss     | Fläche in km² | Höhe über Meer | Maximale Tiefe in Meter | Koordinaten     |
| ---- | -------------------------------- | --- | ------------------------------------- | ----------- | ------------- | -------------- | ----------------------- | --------------- |
|      | Greyerzersee                     | Botterens, Broc, Corbières, Echarlens, Hauteville, La Roche, Pont-en-Ogoz, Marsens, Morlon, Pont-la-Ville, Rossens | La Sionge, Saane                      | Saane       | 8,56          | 677 m ü. M.    | 75                      | 574001 / 168508 |
|      | Kaiseregg Seeli                  | Plaffeien |                                       |             | 0,001         | 1789 m ü. M.   |                         | 591052 / 165990 |
|      | La Goillette                     | Noréaz, Prez-vers-Noréaz                                                                                           |                                       |             | 0,019         | 613 m ü. M.    |                         | 568585 / 182589 |
|      | La Grande Gouille                | Estavayer-le-Lac                                                                                                   |                                       |             | 0,007         | 429 m ü. M.    |                         | 554934 / 189528 |
|      | Lac des Joncs                    | Châtel-Saint-Denis                                                                                                 |                                       |             | 0,006         | 1230 m ü. M.   |                         | 562307 / 151431 |
|      | Lac de Lussy                     | Châtel-St-Denis |                                       |             | 0,031         | 820 m ü. M.    |                         | 558682 / 154862 |
|      | Lac de Montbovon (Lac de Lessoc) | Haut-Intyamon | Saane                                 | Saane       | 0,213         | 774 m ü. M.    |                         | 570306 / 149554 |
|      | Lac de Mongeron                  | Greyerz |                                       |             | 0,002         | 967 m ü. M.    |                         | 570529 / 157979 |
|      | Lac de Seedorf                   | Avry, Noréaz | Palon                                 | Sonnaz      | 0,100         | 609 m ü. M.    |                         | 569609 / 182803 |
|      | Lac de Montsalvens               | Broc, Châtel-sur-Montsalvens, Crésuz, Val-de-Charmey                                                               | Jaunbach, Javro, Ruisseau de Montélon | Jaunbach    | 0,612         | 797 m ü. M.    | 50                      | 577339 / 162579 |
|      | Murtensee                        | Bas-Vully, Galmiz, Greng, Haut-Vully, Merlach, Muntelier, Murten                                                   | Broye                                 | Broye-Kanal | 23,22         | 429 m ü. M.    | 45                      | 572883 / 197836 |
|      | Neuenburgersee                   | Châbles, Cheyres, Delley-Portalban, Estavayer-le-Lac, Gletterens, Vernay                                           | Areuse, Broye-Kanal, Mentue, Zihl     | Zihlkanal   | 218,28        | 429 m ü. M.    | 152                     | 555610 / 195074 |
|      | Riggisalpsee                     | Jaun |                                       |             | 0,003         | 1458 m ü. M.   |                         | 589642 / 166856 |
|      | Schiffenensee                    | Barberêche, Düdingen, Freiburg, Gurmels, Granges-Paccot, Kleinbösingen, La Sonnaz                                  | Saane, Sonnaz, Horiabach              | Saane       | 4,25          | 532 m ü. M.    | 38                      | 579147 / 189167 |
|      | Schwarzsee                       | Jaun, Plaffeien, Val-de-Charmey                                                                                    | Euschelsbach, Seeweidbach             | Warme Sense | 0,459         | 1046 m ü. M.   | 10                      | 587973 / 168267 |
|      |                                  | |                                       |             |               |                |                         |                 |

Siehe auch: Liste der grössten Seen in der Schweiz